# Chaac

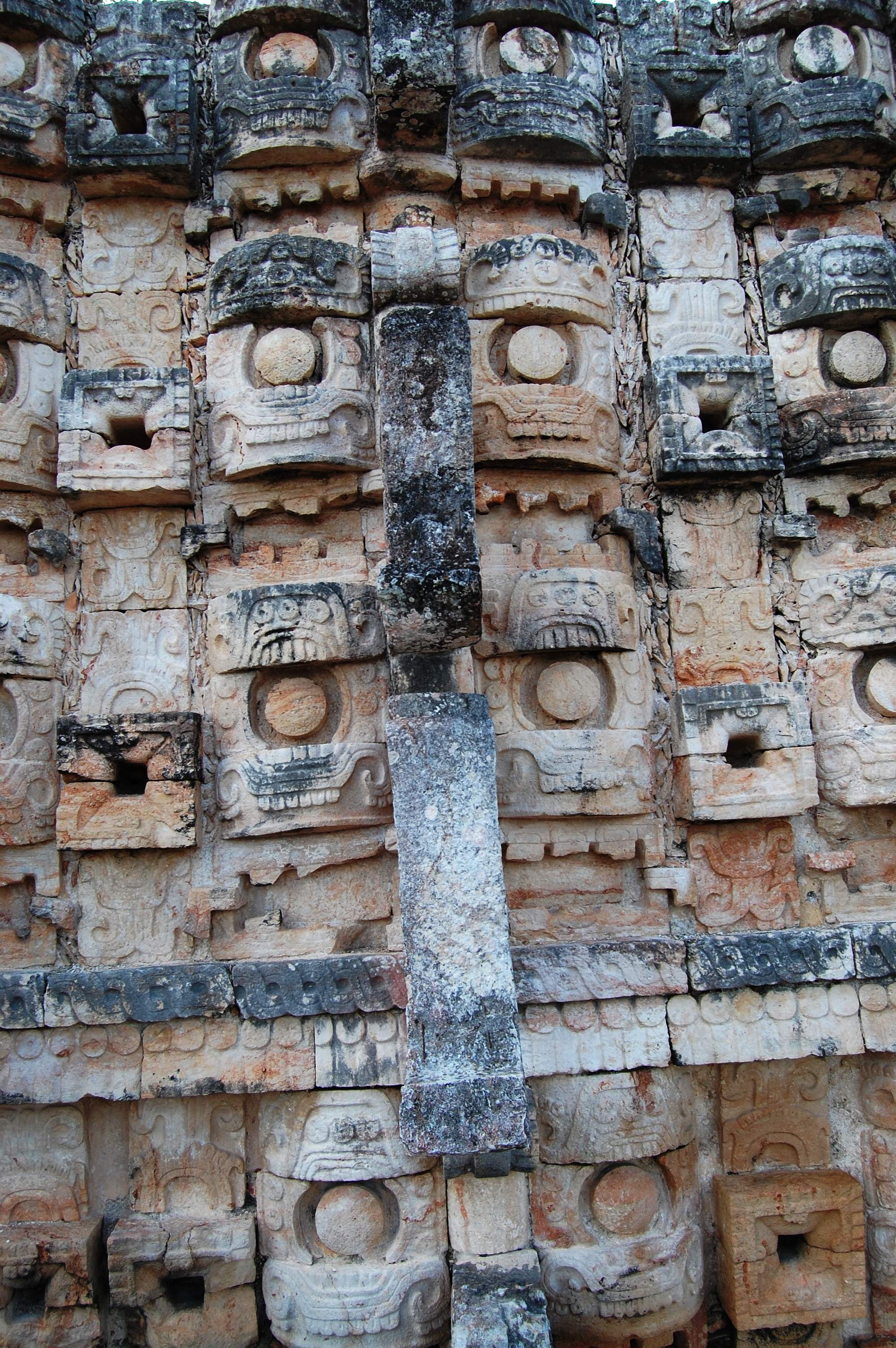
Raffigurazione del dio Chaac, a Kabah

Chaac (talora translitterato come Chaak o Chac) è la divinità maya della pioggia. Con la sua ascia di luce Chaac colpisce le nuvole producendo fulmini e pioggia. Chaac corrisponde a Tlaloc per gli Aztechi.
Chac era uno e quadruplice: i quattro Chac presiedevano ai quattro punti cardinali o lati del mondo. Si credeva che mandassero la piogga rovesciando l'acqua che portano con sé in recipienti tondeggianti a forma di zucca. Si pensava che fosse connesso con le rane e che queste potessero evocare la pioggia, poiché gracidano prima delle piogge. 
Quando non portava la pioggia, i Maya pensavano che Chac si ritirasse nella sua dimora e che quindi potesse essere evocato nei luoghi dove si trovava dell'acqua sotterranea, come i cenote e le caverne. Secondo la tradizione i cenotes, erano considerati una porta di ingresso agli Inferi.
Divinità propizia e dannosa allo stesso tempo, i Maya gli dedicavano un grande culto, per avere le piogge al momento giusto per i raccolti, in particolare era venerato tra i popoli di cultura Puuc, abitanti di zone caratterizzate da una carenza di precipitazioni.
Sue raffigurazioni si possono osservare nei codici Maya rimasti e in numerosi siti archeologici tra cui Uxmal, Sayil, Kabah e Chichén Itzá.

## Iconografia

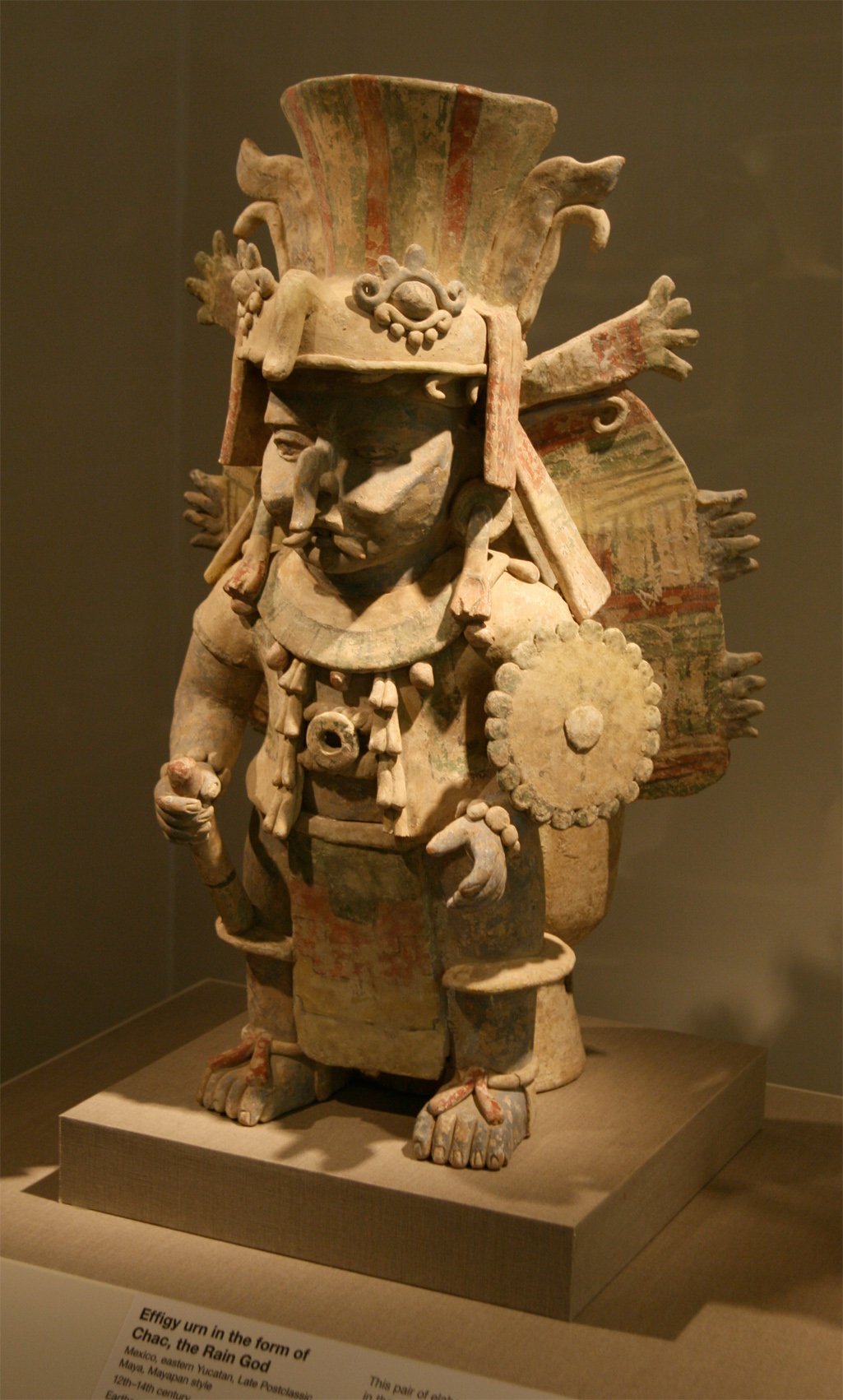
Urna di terracotta (un bruciatore di incenso) di Chaac, XII-XIV secolo

Chaac è spesso raffigurato con un corpo umano dipinto di blu, coperto di squame di rettile o anfibio, con una testa non umana con delle zanne e un lungo naso penzolante, a forma di proboscide arricciata. Spesso porta uno scudo e un'ascia di luce.